# Balibo Vila
Balibo Vila (kurz Balibo oder Balibó) ist ein Suco des gleichnamigen osttimoresischen Verwaltungsamts Balibo (Gemeinde Bobonaro).

## Name
„Baliboo“ ist das Tetum-Wort für „Reiher“. Die Ergänzung „Vila“ bedeutet auf Tetum „Dorf“ und auf Portugiesisch „Kleinstadt“, wird aber nicht durchweg verwendet. In der indonesischen Besatzungszeit wurde „Vila“ durch die Bezeichnung „Kota“ ersetzt, für „Stadt“ auf Bahasa Indonesia.

## Geographie

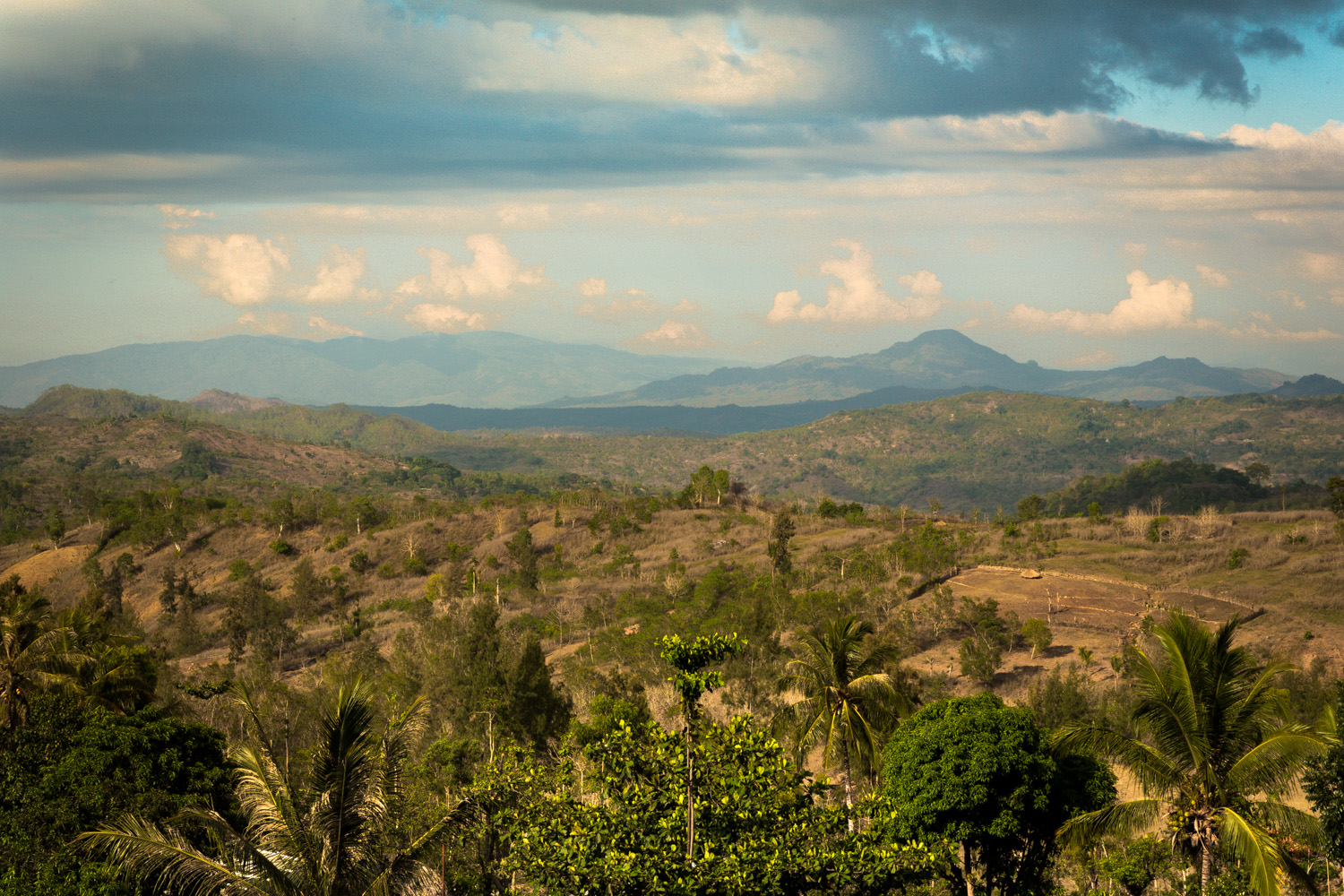
Blick von Fort Balibo auf das Land hinaus

Der Suco Balibo Vila liegt im Zentrum des Verwaltungsamts Balibo. Im Westen liegt der Suco Batugade, im Nordwesten Sanirin, im Norden Leolima, im Osten und Süden Leohito und im Südosten Cowa. Im Norden des Sucos entspringt der Laecouken, der einen Teil der Grenze zu Leolima bildet. Im Grenzgebiet zu Batugade entspringt der Kolosuma, der später mit dem Motak den Leometik bildet.
Balibo Vila hat eine Fläche von 39,54 km². und teilt sich in die sieben Aldeias Amandato, Atara, Balibo Vila, Belola (Belota), Builekun (Builecon, Bui Lecun, Bilekun, Be-Lekun), Fatuk Laran (Fatuc Laran, Fatuklaran) und Fatululik (Fatululic).
Der Ort Balibo liegt nah dem Zentrum des Sucos an der Überlandstraße von Batugade nach Maliana, die von West nach Ost mitten durch den Suco führt. Er besteht aus den Ortsteilen Airae, Atara, Aube, Fatukuak, Fatululit (Halitaluk) und Misi. Östlich befindet sich die Siedlung Amandato. Östlich von Balibo liegen an der Straße weiter die Orte Be-Rame (Berame), Beain, Aitos, Fatunisin, Belola, Lasuleten und Fiuren, westlich Fatukakae. Im Nordosten liegen außerdem die Dörfer Builekun und Malibikan, im Norden Boro,  im Westen Fatuteke und im Süden Fatuk Laran 1, Fatuk Laran 2 und Nalametan.
Um den Ort Balibo herum gibt es mehrere Höhlen. Duanele ist die größte Höhle in Balibo und für Besucher zugänglich. Die Gruta Morutau ist eine als heilig geltende Höhle im Nordosten von Fatululik. Sie darf nur von wenigen Dorfältesten besucht werden. Hier befindet sich ein Marienschrein an dem zu Ostern eine Messe abgehalten wird. An der Grenze zu Leohito befindet sich der Berg Taruik Aidele (Lage). Im Südwesten liegt der Berg Taruik Lowedar (Lage). Südlich des Ortes Balibo erhebt sich der Taruik Tirlolo (Lage).
Der Tasi Metan (deutsch „Schwarzes Meer“,  Lage) ist ein See im Südosten der Aldeia Balibo VIla, an der Straße nach Leohito.

## Einwohner

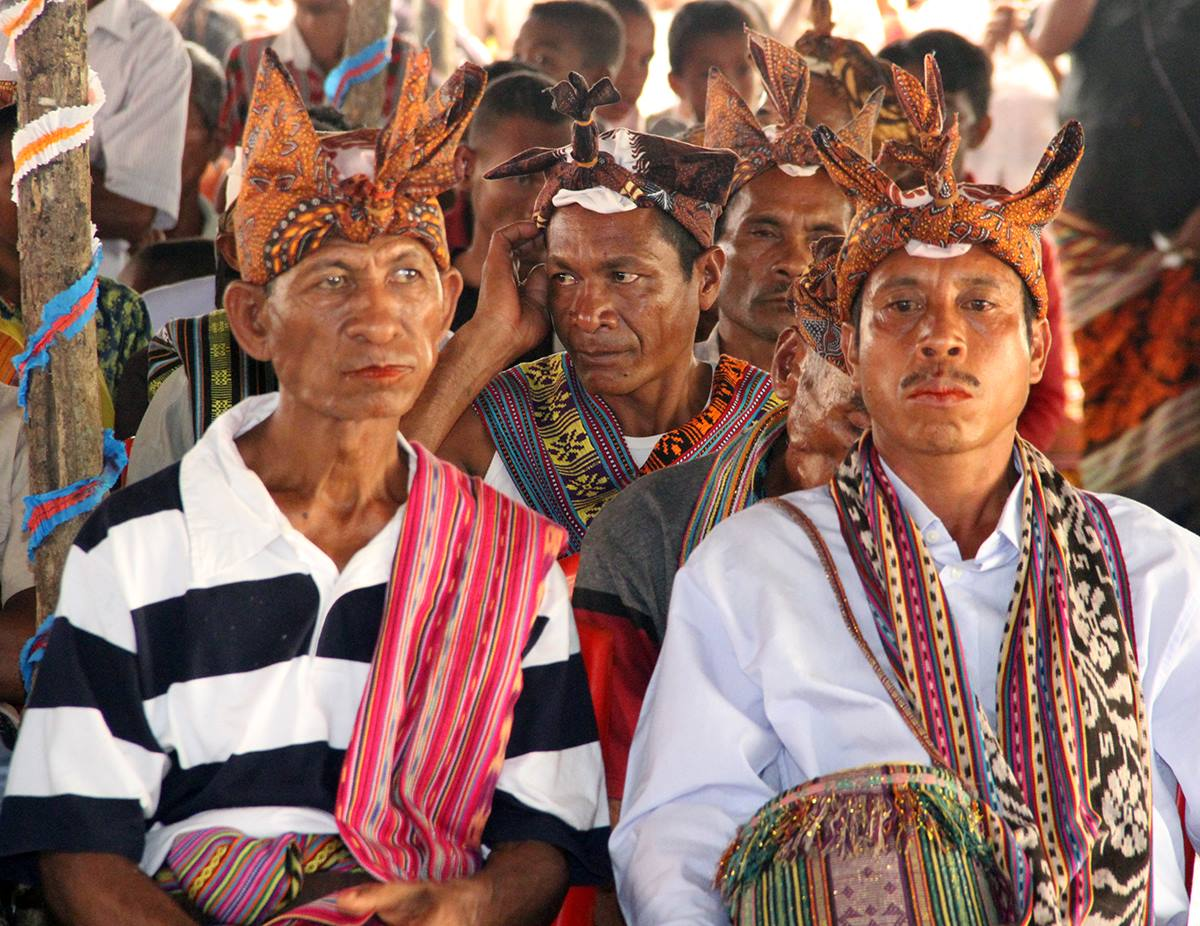
Männer mit traditionellen Kopfbedeckung

Balibo Vila hat 4.233 Einwohner (2022), davon sind 2.113 Männer und 2.120 Frauen. Im Suco gibt es 876 Haushalte. Über 40 % der Einwohner geben Kemak als ihre Muttersprache an. Etwa 30 % sprechen Tetum Prasa, über 15 % sprechen Bekais, etwa 10 % Tetum Terik und eine kleine Minderheit Bunak.

## Geschichte

### Vorgeschichte und Kolonialzeit

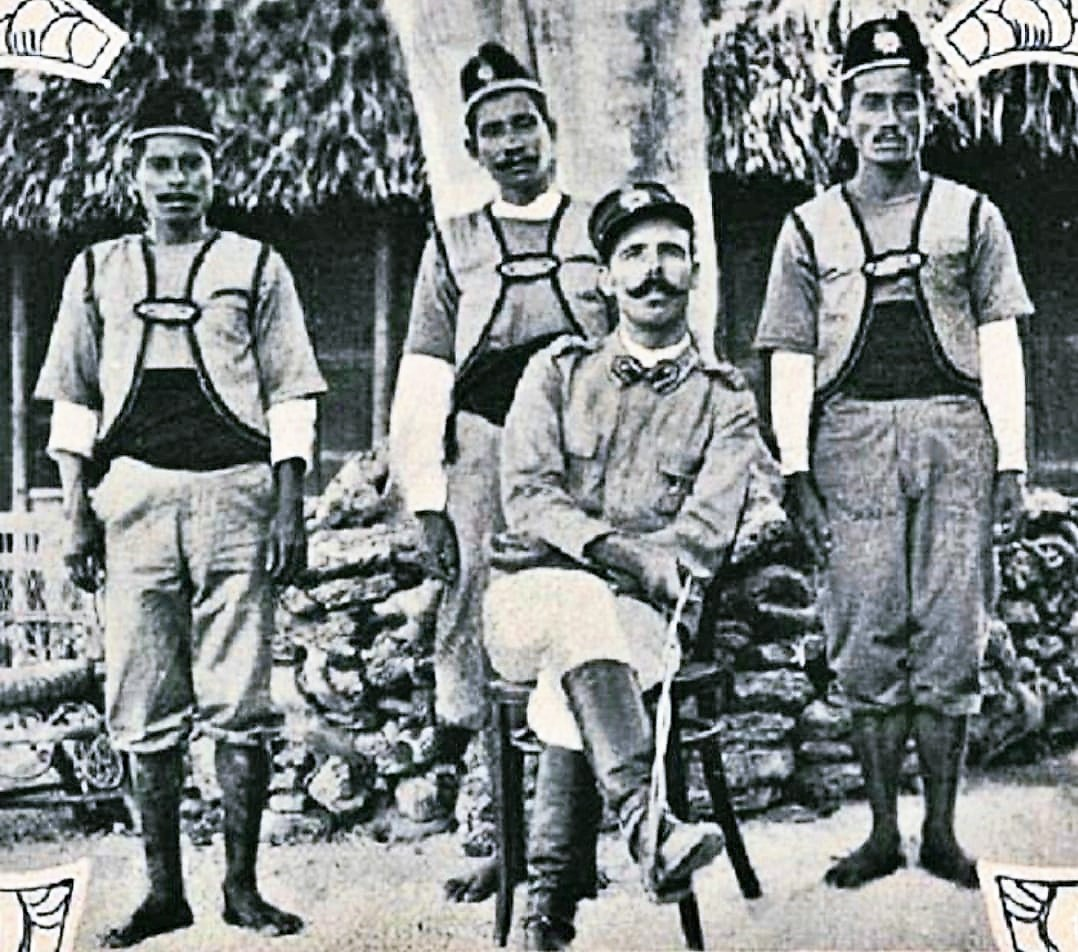
Leutnant Carlos Augusto de Oliveira mit einheimischen Offizieren, Kavallerieschwadron in Balibo (Juni 1909)

In den Kalksteinhöhlen um Balibo finden sich keine nennenswerten Sedimente, in denen sich Artefakte aus der Vergangenheit erhalten konnten. In der Region wird der Kot von Fledermäusen und anderen Tieren, der den Boden solcher Höhlen bedeckt, abgekratzt und zum Düngen der Felder verwendet. Dies würde auch alte Feuersteinwerkzeuge erklären, die man auf den Feldern fand. Die bisherigen Funde reichen bis zu 3500 Jahre zurück. Obsidiansplitter, wie sie von älteren Fundorten bekannt sind, fehlen hier. Die geringe Anzahl an Funden deutet darauf hin, dass die Region in der Jungsteinzeit nicht dauerhaft besetzt war und das Gebiet, etwas vom Meer entfernt, nur zum Jagen und Sammeln genutzt wurde. Letzte Sicherheit für diese Theorie gibt es aber noch nicht.
Balibo war eines der traditionellen Reiche Timors, die von Liurais regiert wurden. Es erscheint auf einer Liste von Afonso de Castro, einem ehemaligen Gouverneur von Portugiesisch-Timor, der im Jahre 1868 47 Reiche aufführte. In Ort wurde im 17. Jahrhundert von den Portugiesen eine Festung gebaut. Bis zum Ende der Kolonialzeit 1975 war die Festung von Balibo ein Verwaltungssitz und Militärposten der Kavalleriegruppe Fronteira.
1865 vereinigte sich Balibo mit dem Tetum-Reich von Cowa im Kampf gegen die Portugiesen. Der Umstand, dass Cowa auch von Herrschern aus dem niederländisch dominierten Westteil der Insel unterstützt wurde, beunruhigte die Portugiesen zusätzlich. Portugal reagierte mit dem Beschuss der Küste durch die Dampfschiff-Korvette Sa de Bandeira. 1868 entsandten die Portugiesen eine Streitmacht nach Sanirin in der Militärkommandantur Batugade, dessen Liurai sich weigerte Steuern zu Zahlen. Die Kemak von Sanirin waren offiziell Balibo tributpflichtig. Ebenfalls 1868 begann von Batugade aus eine Offensive gegen Cowa und Balibo. 1871 kapitulierte Dona Maria Michaelia Doutel da Costa, die Königin von Balibo. Sie traf, wie vereinbart, am 29. Mai in Batugade mit Gouverneur João Clímaco de Carvalho zusammen. Die Königin von Cowa, Dona Maria Pires, kam nicht. Daher unterzeichnete Dona Maria am 1. Juni allein die ihr vorgelegten Vereinbarungen, die eine Unterwerfung Balibos als Vasallen Portugals bedeuteten. Cowa erkannte erst 1881 die Vorherrschaft Portugals an.

### Indonesische Besatzung

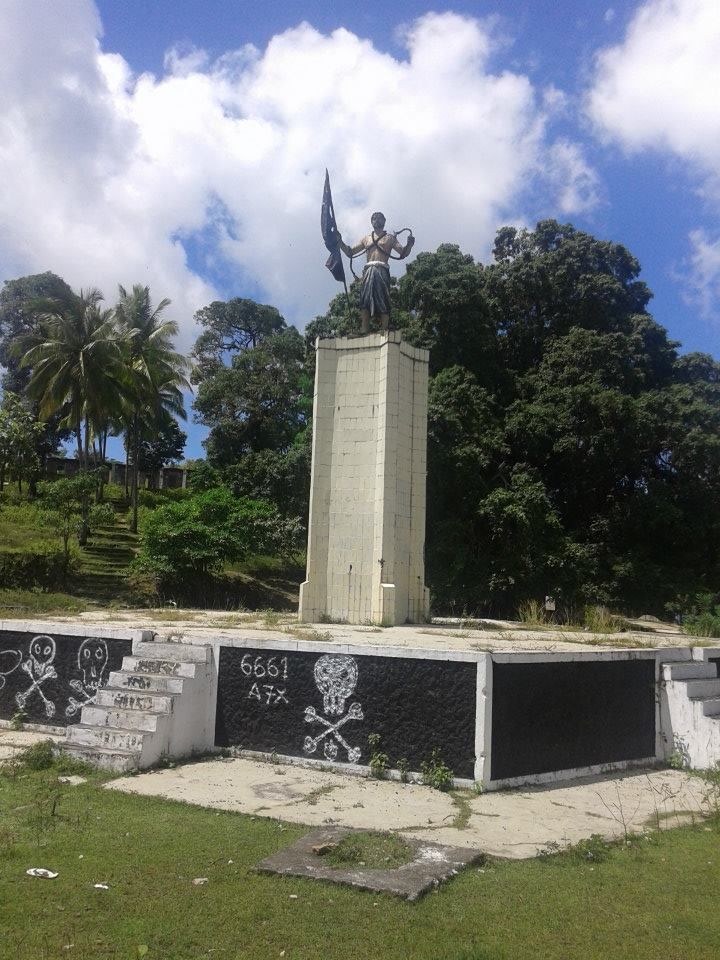
Das Integrationsdenkmal

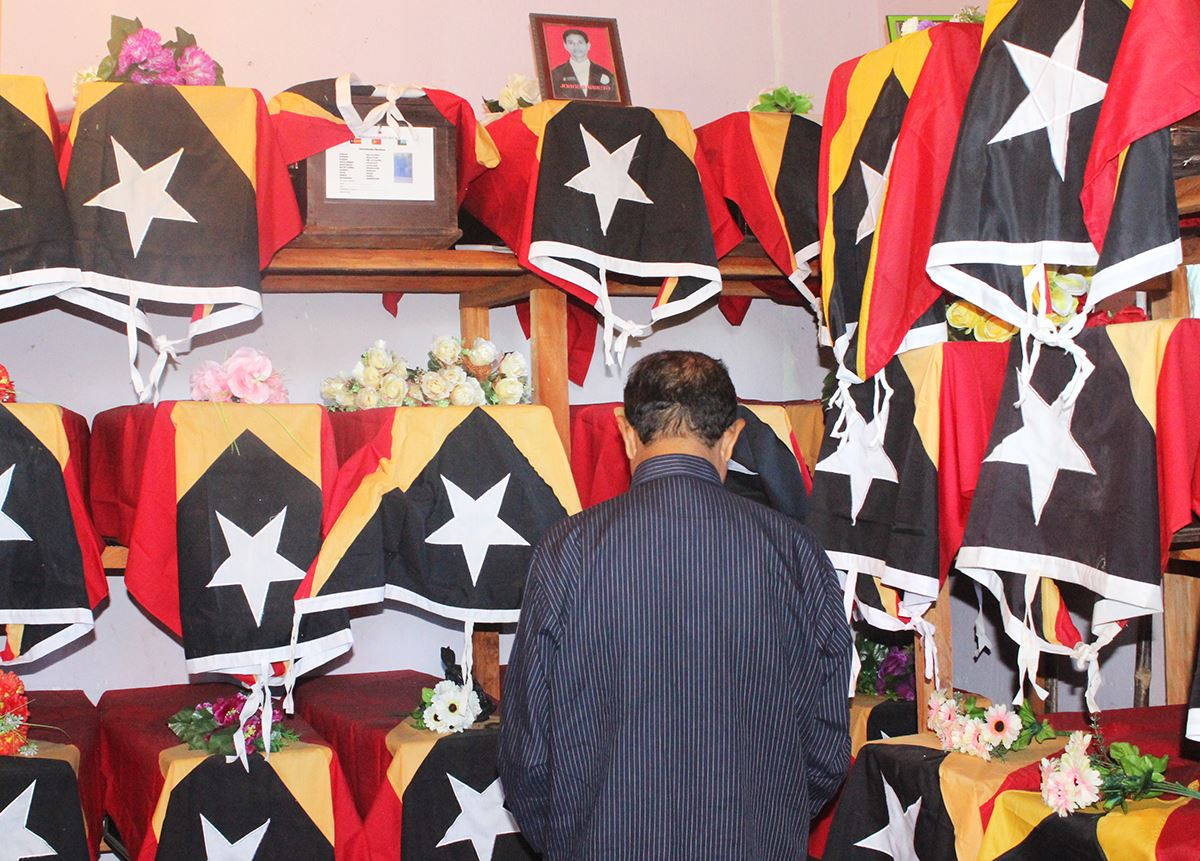
Präsident Taur Matan Ruak im Gebeinehaus für Märtyrer des Unabhängigkeitskampfes

Anfang Oktober 1975 begann Indonesien mit der Besetzung der Grenzgebiete von Portugiesisch-Timor. Diese Einfälle Indonesiens dienten zur Vorbereitung der eigentlichen Invasion am 7. Dezember 1975. Die Verteidigung Balibos übernahm Francisco Ruas Hornay, ein ehemaliger Soldat der portugiesischen Kolonialarmee. Die koloniale Festung wurde zum Schauplatz mehrerer Gefechte, doch am 16. Oktober fiel Balibo. An diesem Tag wurden im Ort fünf ausländische Fernsehjournalisten, die sogenannten Balibo Five, durch indonesische Soldaten ermordet. Sie hatten von der alten Festung aus, den Einmarsch indonesischer Streitkräfte gefilmt. Das sogenannte „Australian Flag house“ am Hauptplatz, an das die Reporter die Flagge Australiens gemalt hatten, um auf ihren neutralen Status hinzuweisen, wurde mit Mitteln des australischen Bundesstaates Victoria zu einem Gemeindezentrum ausgebaut, das 2003 eröffnet wurde.
In der Balibo-Deklaration verurteilten die Führer der osttimoresischen Parteien UDT, APODETI, KOTA und der Partido Trabalhista die Unabhängigkeitserklärung Osttimors durch die FRETILIN am 28. November 1975 und riefen zum Anschluss des Landes an Indonesien auf. Die Deklaration wurde jedoch vom indonesischen Geheimdienst ausgearbeitet und auf Bali von osttimoresischen Politikern, die praktisch in Gefangenschaft waren, unterzeichnet. Die Balibo-Deklaration wurde später von der indonesischen Regierung als Rechtfertigung für die Besetzung Osttimors benutzt. Xanana Gusmão, der spätere erste Präsident Osttimors nach der indonesischen Besatzung, nannte sie die Balibohong Declaration, ein Wortspiel mit dem indonesischen Wort für „Lüge“.
Bei der Gewaltwelle im Umfeld des Unabhängigkeitsreferendum in Osttimor 1999 wurden, nach Schätzungen von Human Rights Watch, etwa 70 % von Balibo Vila durch Milizen zerstört. Internationale Hilfsorganisationen leisteten beim Wiederaufbau des Ortes Hilfe, so beim Schulwohnheim für Schüler aus abgelegenen Ortschaften, das vollkommen zerstört war.

### Balibo im befreiten Osttimor

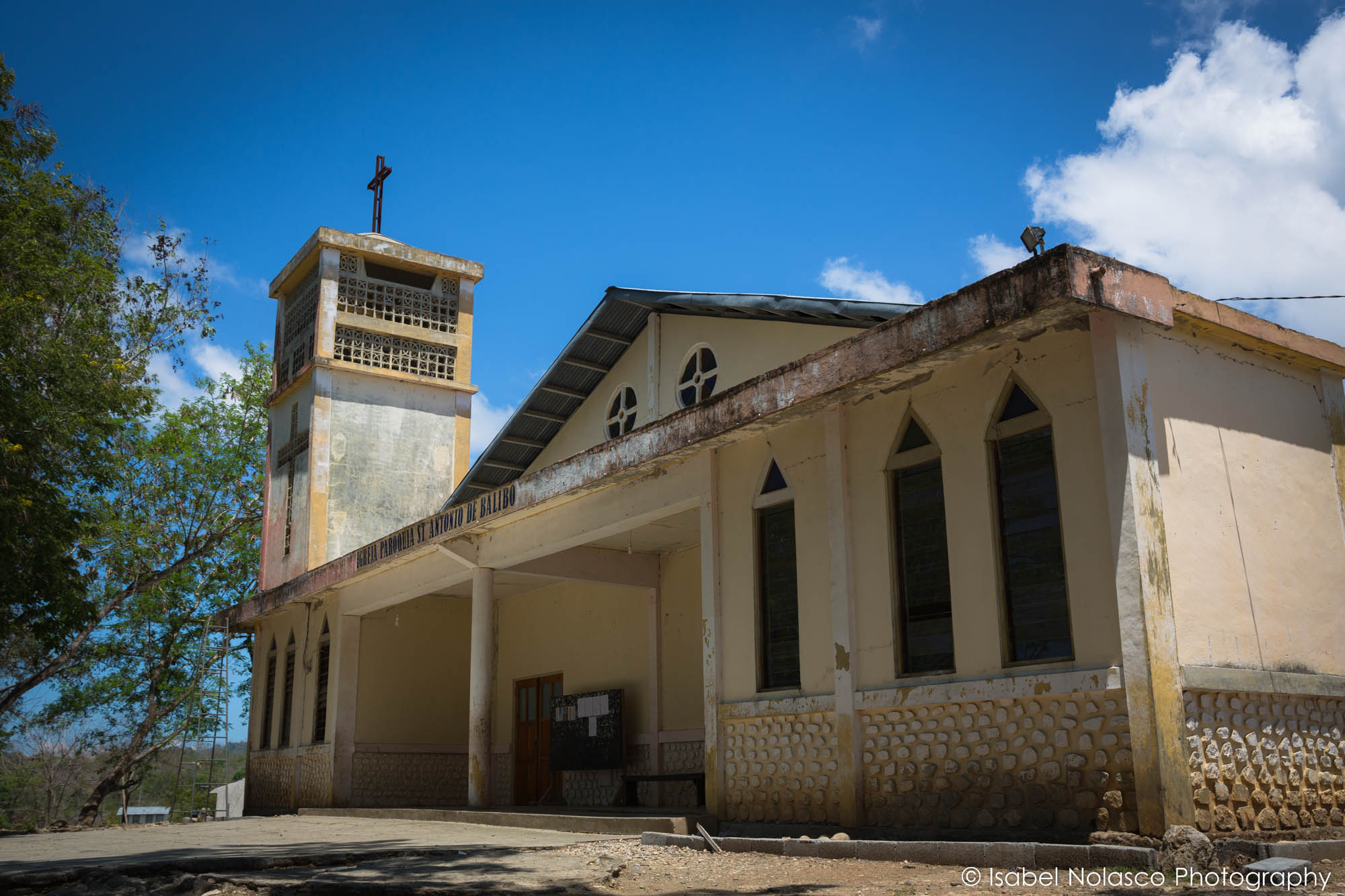
Kirche Santo António (2014)

Während der INTERFET-Mission (International Force for East Timor) wurde die Festung nach dem indonesischen Abzug 1999 von 1000 Mann der UN-Truppen als Stützpunkt benutzt. Im selben Jahr gab Kylie Minogue im Rahmen ihrer Tour of Duty series of concerts hier ein Konzert für die UN-Angehörigen.

## Politik

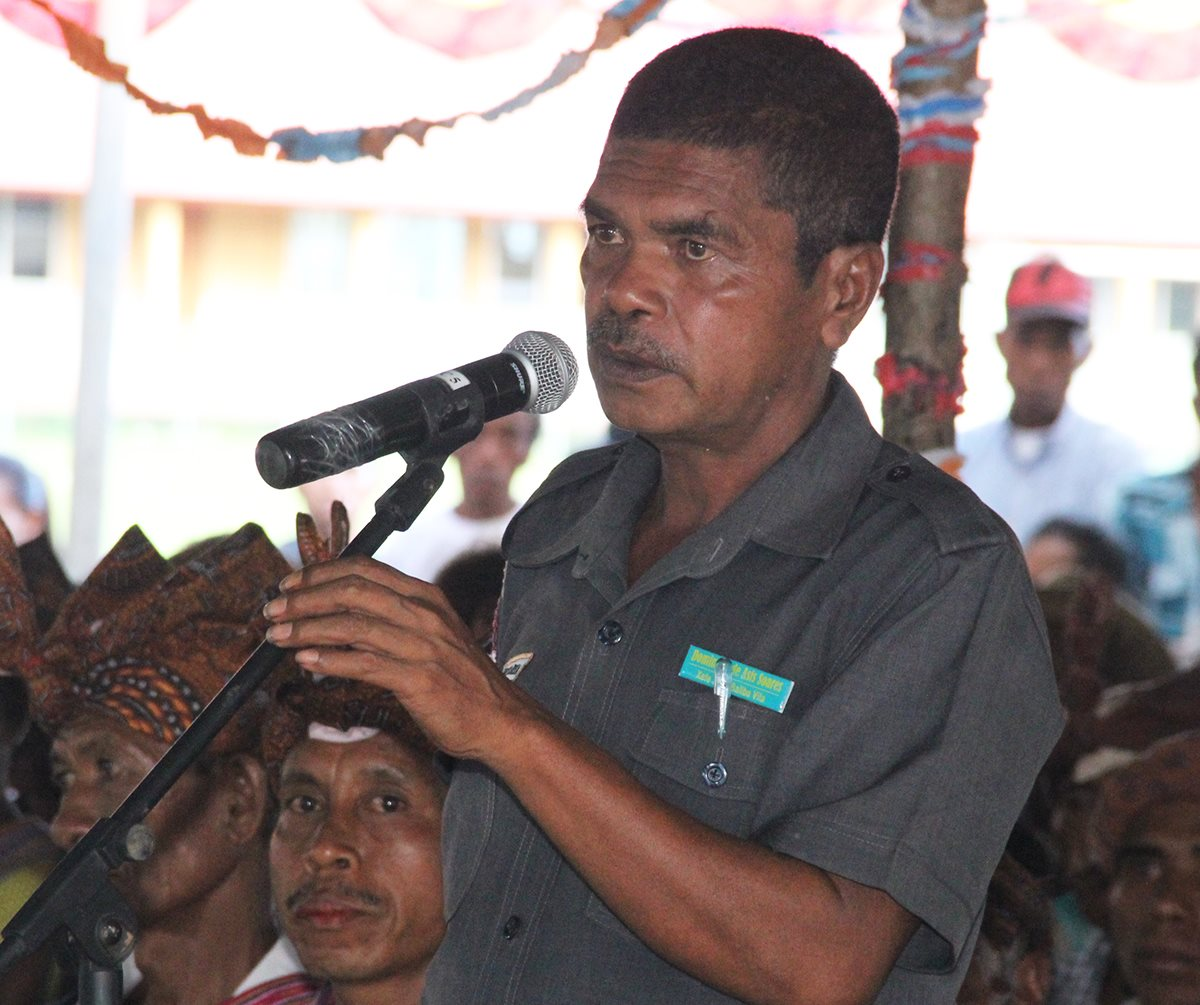
Domingos de Assis Soares (2016)

Bei den Wahlen von 2004/2005 wurde Abel da Cruz zum Chefe de Suco gewählt. Bei den Wahlen 2009 gewann Domingos de Assis Soares und 2016 Domingos de Asis. Er wurde 2023 von Manuel da Cruz abgelöst.

## Persönlichkeiten
- Jape Kong Su (1924–2022), Geschäftsmann
- Maria Natércia Gusmão Pereira (* 1968), Politikerin